# 藤次郎 (ブランド)
藤次郎（とうじろう）は、新潟県燕市の包丁メーカー藤次郎株式会社が製造する日本の包丁および調理器具などのブランドの一つである。
- 藤次郎 (刃物製造)が製造する包丁や調理器具などのブランドで登録商標の一つ。
- 英語表記はTojiroで、Toujirouではない。藤次郎 (刃物製造) (旧社名：藤寅工業株式会社)創業者の藤田寅雄が次男であったことと、自分を次ぐブランドに育って欲しいとの願いから、藤次郎と名づけたとされる。
- 過去に同じ「とうじろう」と読む可能性があるブランドが存在したため、一部の商品で「FUJIJIRO」と表記されているものが存在した。現在は海外でも「Tojiro」で統一されている。ちなみに日本国内の刀身の銘は「登録 藤次郎作」となっている。
- 現在、藤次郎銘にサブネームを付けたシリーズ展開も行っており、包丁以外の関連商品でも藤次郎ブランドを冠するものが存在する。
- 藤次郎株式会社が割込やダマスカス鋼などに代表される複合材を使用した包丁製造を得意としているが、全ての藤次郎シリーズが複合材包丁というわけではない。
- 創業者の弟が社長を務める新潟県燕市の鋏製造メーカー、シゲル工業株式会社から「藤次郎」銘でラシャ切鋏や散髪鋏が発売されたこともある。この際は商標の共同利用の手法がとられた。
- 藤次郎 (刃物製造) (旧社名：藤寅工業株式会社)では過去に「藤五郎」銘の包丁を販売していたこともある。また、系列会社の富士カトラリー株式会社には「藤十郎」銘の包丁が存在する。